# Balanga (film)
Balanga – film produkcji polskiej; debiut reżyserski Łukasza Wylężałka z 1993 roku.
Według krytyka filmowego Tadeusza Sobolewskiego Balanga to polskie Miasteczko Twin Peaks.

## Fabuła
W peryferyjnej dzielnicy wielkiego miasta pewnej nocy zostaje znaleziony martwy nauczyciel szkoły zawodowej. Podczas dochodzenia ujawnianie są okoliczności, które wyjaśniają śmierć pedagoga. Zmarły wiecznie był skacowany, znęcał się nad swoimi uczniami fizycznie i psychicznie oraz nienawidził swoich podopiecznych i zawodu. Feralnej nocy podczas spaceru w parku spotkał dwóch swoich uczniów: „Świętego” i „Snajpera”.

## Obsada
- Jacek Pałucha – „Snajper”
- Paweł Fesołowicz – Adam Strusiński „Święty”
- Jan Tesarz – Henryk, ojciec „Snajpera”
- Marcin Troński – nauczyciel
- Maciej Kozłowski – porucznik Bąkała
- Zofia Merle – ciotka „Snajpera”
- Sława Kwaśniewska – babka „Świętego”
- Stanisława Celińska – bufetowa w dyskotece
- Joanna Żółkowska – siostra „Snajpera”
- Małgorzata Wachecka – Halina, kochanka nauczyciela
- Cezary Pazura – sierżant
- Piotr Gąsowski – taksówkarz
- Małgorzata Bogdańska-Kaczmarska – Jolka, dziewczyna grabarza
- Grzegorz Klein – grabarz, gwałciciel kochanki nauczyciela
- Joanna Trzepiecińska – kobieta z wózkiem i muszlą klozetową
- Krzysztof Globisz – sąsiad nauczyciela
- Piotr Cyrwus – policjant na motocyklu
- Andrzej Pośniak – uczeń (nie występuje w napisach)
- Adam Probosz – uczeń (nie występuje w napisach)
- Jacek Skalski – trener boksu
- Maciej Pietrzyk – szef Bąkały, inspektor
- Krzysztof Lang – policjant
- Maria Maj-Ratajczak – sklepowa
- Marek Frąckowiak – lekarz
- Małgorzata Gudejko – policjantka
- Mieczysław Kadłubowski – milicjant (nie występuje w napisach)
- Małgorzata Machalica – nauczycielka
- Włodzimierz Musiał – właściciel dyskoteki
- Marek Obertyn – dyrektor szkoły
- Piotr Siejka – kumpel grabarza
- Zygmunt Staszczyk – zapijaczony
- Tadeusz Szymków – mąż siostry „Snajpera”
- Bartłomiej Topa – mąż kobiety z wózkiem i muszlą klozetową
- Sylwia Wysocka – dziennikarka

Źródło: Filmpolski.pl.

## Nagrody
- Łukasz Wylężałek w Gdyni na Festiwalu Polskich Filmów Fabularnych – nagroda za debiut reżyserski[1].

## Informacje dodatkowe
- Fragmenty filmu zostały wykorzystane w teledysku do piosenki „King” zespołu T.Love.